# Di Pietro (saggio)
Di Pietro è un libro di Filippo Facci edito da Mondadori e pubblicato nel novembre 2009.
Il libro è una biografia sul parlamentare e leader dell'Italia dei Valori Antonio Di Pietro.
È il quarto libro di Facci che tratta della vita dell'ex magistrato: già nel 1991 stava indagando sulla vita e sul suo passato. Tali ricerche erano risultate nella pubblicazione di altri testi: Gli omissis di Mani Pulite (Ldt Dublino, 1993), Io li conoscevo bene (Newton & Compton, 1994), Di Pietro, biografia non autorizzata (Mondadori, 1997).

## Contenuto
L'opera è divisa in tre parti:
- La semina, parla di Di Pietro dalla nascita fino ai primi anni da magistrato;
- Il raccolto, inizia con il racconto di Mani pulite e termina con le dimissioni di Di Pietro dalla magistratura.
- la terza parte si concentra sulla storia recente, dalle inchieste di Fabio Salamone al 2009.
- L'ultimo capitolo, titolato «Per fatto personale», scritto dall'autore in prima persona, riassume le vicissitudini professionali di Filippo Facci e come si sono fatalmente intrecciate, sin dal 1991, con la carriera del biografato, Antonio Di Pietro.